# Remco Balk
Remco Balk (Zuidhorn, 2 marzo 2001) è un calciatore olandese, attaccante del Cambuur.

## Caratteristiche tecniche
È un'ala destra utilizzabile in entrambe le corsie, bravo nel dribbling e dotato di un ottimo cross.

## Carriera
Cresciuto nel settore giovanile del Groningen, nel 2020 è stato promosso in prima squadra ed ha debuttato il 25 settembre disputando l'incontro di Eredivisie perso 3-1 contro il Twente. Il 4 ottobre seguente ha trovato la sua prima rete decidendo la sfida contro l'Ajax.

## Statistiche
Statistiche aggiornate al 31 ottobre 2020.

### Presenze e reti nei club
| Stagione        | Squadra         | Campionato      | Campionato | Campionato | Coppe nazionali | Coppe nazionali | Coppe nazionali | Coppe continentali | Coppe continentali | Coppe continentali | Altre coppe | Altre coppe | Altre coppe | Totale | Totale | Totale |
| Stagione        | Squadra         | Comp            | Pres       | Reti       | Comp            | Pres            | Reti            | Comp               | Pres               | Reti               | Comp        | Pres        | Reti        | Pres   | Reti   |        |
| --------------- | --------------- | --------------- | ---------- | ---------- | --------------- | --------------- | --------------- | ------------------ | ------------------ | ------------------ | ----------- | ----------- | ----------- | ------ | ------ | ------ |
| 2020-2021       | Groningen       | ED              | 4          | 1          | CO              | 0               | 0               |                    | -                  | -                  |             | -           | -           | 4      | 1      |        |
| Totale carriera | Totale carriera | Totale carriera | 4          | 1          |                 | 0               | 0               |                    | -                  | -                  |             | -           | -           | 4      | 1      |        |